# Livonska rimana kronika
Livonska rimana kronika (nemško Livländische Reimchronik) je kronika neznanega avtorja, napisana v srednji visoki nemščini. Kronika pokriva obdobje od leta 1180 do 1343 in vsebuje bogastvo podrobnih podatkov o Livoniji, sedanji Latviji in južni Estoniji. 

## Stara kronika
Rimana kronika je bila namenjena križarskim vitezom Livonskega reda, da bi jo brali med njihovimi obedi. Njena primarna naloga je bila navdihovanje vitezov in legitimiranje severnih križarskih vojn. Kot taka je prežeta z elementi romantike in dramatično pretirana. Vitezom naj bi med obedi brali dele Svetega pisma ali Božje besede, da so lahko "prejeli tako duhovno kot telesno hrano", te pa je v Kroniki malo. Razen tega je Kronika napisana v visoki nemščini, večina vitezov, ki so bili takrat v Livoniji, pa je govorila nizko nemščino. To bi pomenilo, da so se vseeno trudili razumeti, kaj so jim prebrali. Način opisovanja bitk  in osredotočenost na vojaške pohode kažeta, da je bila Kronika verjetneje namenjena vzbujanju  pozornost tistih, ki bi se morda prostovoljno prijavili v službo pri Livonskih bratih meča in v Tevtonskem viteškem redu.

## Mlajša kronika
Drugo rimano kroniko, znano kot Mlajša livonska rimana kronika, je v nizki nemščini napisal Bartholomäus Hoeneke, kaplan magistra Livonskega reda, okoli konca 1340. Ta kronika pripoveduje, kako so Estonci leta 1343 pobili svoje lastno plemstvo in v Estonijo poklicali Livonski red, ki jih je nato poklal. Izvirnik je izgubljen, vendar so ohranjene prozne parafraze.

## Sklic
1. ↑  The Livonian Rhymed Chronicle.  Indiana University 1977.